# Rádio controle

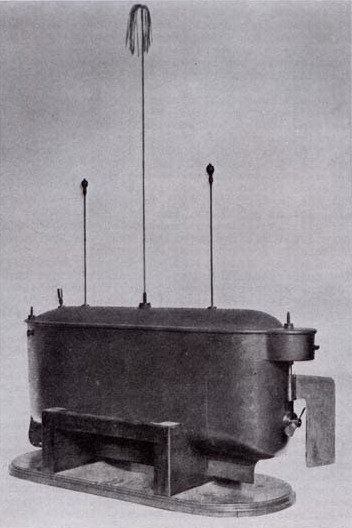
Em 1898, Tesla demonstrou um barco controlado por rádio (Patente dos EUA 613.809 — Método de um aparelho para controlar o mecanismo de veículos em movimento).

Rádio controle (muitas vezes abreviado para RC) é o uso de sinais de controle transmitidos por rádio para controlar remotamente um dispositivo. Exemplos de sistemas de controle de rádio simples são abridores de portas de garagem e sistemas de entrada sem chave para veículos, nos quais um pequeno transmissor de rádio portátil destrava ou abre portas. O rádio controle também é usado para controlar modelos de veículos a partir de um transmissor de rádio portátil. 
Organizações industriais, militares e de pesquisa científica também fazem uso de veículos controlados por rádio. Uma aplicação em rápido crescimento é o controle de veículos aéreos não tripulados (VANT ou drones) para uso civil e militar, embora estes tenham sistemas de controle mais sofisticados do que as aplicações tradicionais.

## Histórico
A ideia de controlar veículos não tripulados (na maior parte na tentativa de melhorar a precisão dos torpedos para fins militares) é anterior à invenção do rádio. A segunda metade do século XIX viu o desenvolvimento de muitos desses dispositivos, conectados a um operador por fios, incluindo a primeira aplicação prática inventada pelo engenheiro alemão Werner von Siemens em 1870.
Livrar-se dos fios usando uma nova tecnologia sem fio, o rádio, surgiu no final da década de 1890. Em 1897, o engenheiro britânico Ernest Wilson e C. J. Evans patentearam um torpedo controlado por rádio ou demonstraram barcos de controle remoto por rádio no rio Tâmisa (os relatos sobre o que eles fizeram variam). Em uma exposição de 1898 no Madison Square Garden, Nikola Tesla demonstrou um pequeno barco não tripulado que usava um controle de rádio baseado em coerência. Com o objetivo de vender a ideia ao governo dos EUA como um torpedo, a patente de Tesla de 1898 incluía um trocador de frequência mecânico para que um inimigo não pudesse assumir o controle do dispositivo.
Em 1903, o engenheiro espanhol Leonardo Torres y Quevedo introduziu um sistema de controle baseado em rádio chamado "Telekino" na Academia de Ciências de Paris. No mesmo ano, obteve uma patente na França, Espanha, Grã-Bretanha e Estados Unidos. Foi concebido como uma forma de testar um dirigível de seu próprio projeto sem arriscar vidas humanas. Para evitar a despesa de colidir com seu protótipo de dirigível, ele construiu seu dispositivo de demonstração em um barco. Ao contrário dos sistemas anteriores, que realizavam ações do tipo 'on/off', o dispositivo Torres era capaz de memorizar os sinais recebidos para executar as operações por conta própria e podia realizar até 19 ordens diferentes. Em 1906, na presença de um público que incluía o Rei de Espanha, Torres demonstrou a invenção no porto de Bilbau, conduzindo um barco desde a costa com pessoas a bordo. Mais tarde, ele tentaria aplicar o Telekino em projéteis e torpedos, mas teve que abandonar o projeto por falta de financiamento.
Em 1904, "Bat", uma lancha a vapor em Windermere, foi controlada usando um rádio controle experimental por seu inventor, Jack Kitchen. Em 1909, o inventor francês Gabet demonstrou o que chamou de "Torpille Radio-Automatique", um torpedo controlado por rádio.
Em 1917, Archibald Low, como chefe dos trabalhos experimentais secretos no Royal Flying Corps em Feltham, foi a primeira pessoa a usar o controle de rádio com sucesso em uma aeronave, um "Alvo Aéreo". Foi "pilotado" do solo pelo futuro recordista mundial de velocidade aérea Henry Segrave. Os sistemas de Low codificavam as transmissões de comando como uma contramedida para prevenir a intervenção inimiga. Em 1918, o segredo D.C.B. Seção da Escola de Sinais da Marinha Real, Portsmouth sob o comando de Eric Gascoigne Robinson|Eric Robinson V.C.]] usou uma variante do sistema de controle de rádio do Aerial Target para controlar a partir da aeronave "mãe" diferentes tipos de embarcações navais, incluindo um submarino.
Durante a Primeira Guerra Mundial, o inventor americano John Hays Hammond Jr. desenvolveu muitas técnicas usadas no controle de rádio subsequente, incluindo o desenvolvimento de torpedos controlados remotamente, navios, sistemas anti-interferência e até mesmo um sistema que permitia que seu navio controlado remotamente mirasse nos holofotes de um navio inimigo. Em 1922, ele instalou equipamento de controle de rádio no obsoleto encouraçado USS Iowa, para que pudesse ser usado como um navio-alvo (afundado em exercício de artilharia em março de 1923).
O Exército Vermelho Soviético usou teletanques controlados remotamente durante a década de 1930 na Guerra de Inverno contra a Finlândia e colocou pelo menos dois batalhões de teletanques no início da Grande Guerra Patriótica. Um teletanque é controlado por rádio a partir de um tanque de controle a uma distância de 500 a 1.500 m, os dois constituindo um grupo telemecânico. Havia também cortadores (para limpeza do terreno) e aviões experimentais controlados remotamente no Exército Vermelho.
O desenvolvimento no Reino Unido na Primeira Guerra Mundial de seu "Aerial Target" (AT) controlado por rádio de 1917 e o "Distant Control Boat" (DCB) de 1918 usando os sistemas de controle de Archibald Low levou eventualmente à sua frota de 1930 de "Queen Bee". Esta era uma versão não tripulada controlada remotamente da aeronave da de Havilland "Tiger Moth" para a prática de tiro de artilharia da frota da Marinha. O "Queen Bee" foi substituído pelo "Queen Wasp", de nome semelhante, uma aeronave-alvo de alto desempenho.